# Calacadia radulifera
Calacadia radulifera är en spindelart som först beskrevs av Simon 1902.  Calacadia radulifera ingår i släktet Calacadia och familjen Amphinectidae. Inga underarter finns listade.